# بیولیو، اوت-لوار
بیولیو (به فرانسوی: Beaulieu) یک کمون (فرانسه) در فرانسه است که در canton of Vorey واقع شده‌است. بیولیو ۲۲٫۲۷ کیلومتر مربع مساحت دارد ۶۰۰ متر بالاتر از سطح دریا واقع شده‌است.